# Scolca
Scolca (in corso Scolca) è un comune francese di 101 abitanti situato nel dipartimento dell'Alta Corsica nella regione della Corsica.
I suoi abitanti sono detti Scolchesi, o in corso Sculcaracci.
Oltre al capoluogo, il comune comprende la frazione di Erbaggio.

## Società

### Evoluzione demografica
Abitanti censiti